# Etienne Delangre
Etienne Delangre (Martelange, 12 februari 1963) is een voormalig Belgisch voetballer en huidige voetbaltrainer. 

## Clubcarrière
Delangre debuteerde in eerste klasse bij Standard Luik. Hij speelde er elfjaar in het eerste elftal. Hij speelde ook nog voor RWDM, R. Francs Borains en FC Avenir Beggen. Hij werd trainer van een hele resem clubs in de lagere klassen. Hij was slechts één keer trainer in de hoogste klasse, namelijk bij Sporting Charleroi. Na een 4 op 33 werd hij er ontslagen. Hij werd in 2010 trainer van RCS Verlaine en in 2011 van Union Royale Namur. In november 2014 werd hij assistent-trainer van Ivan Vukomanović bij Standard Luik. Van 2015 tot 2019 was hij hoofdtrainer van Royal Star Fléron en sinds 2020 van R.S.C. Tilffois.